# Aulocalycidae
Aulocalycidae é uma família de esponjas marinhas da ordem Aulocalycoida.

## Gêneros
- Aulocalyx Schulze, 1886
- Carlsbergia Gaudin, 2019
- Euryplegma Schulze, 1886
- Ijimadictyum Mehl, 1992
- Leioplegma Reiswig e Tsurumi, 1996
- Rhabdodictyum Schmidt, 1880